# Chromocryptus diatraeae
Chromocryptus diatraeae är en stekelart som först beskrevs av Myers 1931.  Chromocryptus diatraeae ingår i släktet Chromocryptus och familjen brokparasitsteklar. Inga underarter finns listade i Catalogue of Life.